# Sabine John
Sabine John z domu Möbius, 1. voto Paetz (ur. 16 października 1957 w Döbeln) – niemiecka lekkoatletka reprezentująca NRD, specjalistka wielobojów, wicemistrzyni olimpijska z Seulu z 1988.
Zdobyła srebrny medal w siedmioboju na mistrzostwach Europy w 1982 w Atenach za swą rodaczką Ramoną Neubert. Także na mistrzostwach świata w 1983 w Helsinkach zdobyła srebrny medal, również za Ramoną Neubert.
6 maja 1984 w Poczdamie Sabine Paetz ustanowiła rekord świata w siedmioboju wynikiem 6867 punktów. Nie mogła wziąć udziału w igrzyskach olimpijskich w 1984 w Los Angeles z powodu ich bojkotu przez NRD. W zawodach Przyjaźń-84 rozegranych w Pradze w tym roku zajęła 2. miejsce w biegu na 100 metrów przez płotki.
Na igrzyskach olimpijskich w 1988 w Seulu zdobyła srebrny medal w siedmioboju za Amerykanką Jackie Joyner-Kersee. Zajęła również 8. miejsce w skoku w dal.
Sabine John była mistrzynią NRD w siedmioboju w 1984, wicemistrzynią w 1983 i brązową medalistką w 1981, wicemistrzynią w pięcioboju w 1978, a także brązową medalistką w biegu na 100 m przez płotki w 1982. Była również halową mistrzynią NRD w pięcioboju w 1984 i 1986, wicemistrzynią w 1983 i 1985 oraz brązową medalistką w latach 1978–1980 i 1982, wicemistrzynią w skoku w dal w 1984 oraz w biegu na 50 m przez płotki w 1977 i na 60 m przez płotki w 1984.
Rekordy życiowe:
- bieg na 200 m – 23,23 (20 lipca 1984, Poczdam)
- bieg na 800 m – 2:07,03 (21 lipca 1984, Poczdam)
- bieg na 800 m (hala) – 2:13,0 (26 stycznia 1984, Senftenberg)
- bieg na 60 m przez płotki (hala) – 7,94 (22 stycznia 1984, Senftenberg)
- bieg na 100 m przez płotki – 12,54 (15 lipca 1984, Berlin)
- skok wzwyż – 1,83 (9 września 1982, Ateny)
- skok w dal – 7,12 (19 maja 1984, Drezno)
- skok w dal  (hala) – 6,82 (21 lutego 1984, Senftenberg)
- pchnięcie kulą – 16,16 (21 lipca 1984, Poczdam)
- pchniecie kulą (hala) – 15,34 (1 lutego 1986, Senftenberg)
- rzut oszczepem (stary model) – 44,62 (6 maja 1984, Poczdam)
- siedmiobój – 6946 (6 maja 1984, Poczdam) 8. wynik w historii światowej lekkoatletyki (kwiecień 2021)[12]
- pięciobój (hala) – 4921 (26 stycznia 1984, Senftenberg)

Obecnie Sabine John jest instruktorką fitnessu w miejscowości Zinnowitz.